# 煆焼
煆焼（かしょう、calcination、calcining）とは、鉱石などの固体を加熱して熱分解や相転移を起こしたり、揮発成分を除去したりする熱処理プロセスである。通常その物質の融点より低い温度で行う。焙焼とは異なる。また仮焼（かりやき）とも異なる概念である。炍焼と書く事もある。

## 工業生産プロセス
英語で calcination と呼ぶのは、炭酸カルシウム（石灰石）を酸化カルシウム（石灰）と二酸化炭素に分解しセメントの原料を作るプロセスに由来する。生成されたものを総称して「焼鉱 (calcine)」という（何を熱したかは問わない）。炉や窯あるいは反応器を使って行う。
工業生産に使われるプロセスには、例えば次のようなものがある。
- 炭酸塩鉱物の分解 - 石灰石の煆焼（石灰焼成）により二酸化炭素を除去する。
- 含水鉱物の分解 - ボーキサイト（正確には水酸化アルミニウム）の煆焼により結晶内の水を蒸発させ除去する。
- オイルコークスから揮発成分を除去する。
- 加熱によって相転移を起こす。例えば、鋭錐石を金紅石に変換したり、ガラス物質を失透させるなど。

## 煆焼反応
通常、熱分解温度（熱分解や揮発の場合）または転移温度（相転移の場合）かそれ以上の温度で行われる。この温度は、特定の煆焼反応の標準ギブス自由エネルギーがゼロになる温度と定義できる。例えば石灰石の煆焼は熱分解プロセスの一種だが、その化学反応は次の通りである。
CaCO3 → CaO + CO2（気体）
この場合の標準ギブス自由エネルギーはおおよそ ΔrG° / (J mol−1)= 177,100 − 158 T / K である。この反応の標準自由エネルギーがゼロになるのは、温度 T が1121 K(848℃)になったときということになる。
化学分解反応を起こさせる場合、それに対応する熱分解温度を次のように化学反応式に添えて示す。
CaCO3 → CaO + CO2; 848 ℃

## 酸化
金属では、その酸化を生じる場合がある。17世紀の科学者 Jean Rey は鉛やスズでは重量が増えることから、空気の一部が金属と結合しているのではないかと推測した。100年以上の後、ラヴォワジエによりそれが酸化のプロセスであることが明確にされた。

## 錬金術
錬金術では、物質の形質転換に必要な12の重要なプロセスの1つと信じられており、さらに「実在 (actual)」と「潜在 (potential)」の2種類に分けていた。実在とは、木や石炭などを燃料とした実在する火である温度に加熱することでなされる。潜在とは、腐食性の薬品などがもつ潜在的な火を使う。例えば、金は水銀と塩化アンモン石を反射炉に入れることで生成されるとした。また、銀は塩とアルカリ塩、銅は塩と硫黄、鉄は塩化アンモン石と酢、スズはアンチモンから、鉛は硫黄から、水銀は硝酸から生成されるとしていた。
さらに「哲学的 (philosophical)」煆焼と呼ばれるものがあり、動物の角や蹄などを熱湯その他の液体を熱した鍋の上に吊るし、粘液が完全に抜けきるまでにして、粉末にしやすくすることを指した。